# Mónika Kovacsicz
Mónika Kovacsicz, née le 20 novembre 1983 à Komárno, est une handballeuse internationale hongroise.

## Palmarès

### Club
compétitions internationales
- vainqueur de la Ligue des champions en 2009 et 2010 (ne participe pas à la finale)
- vainqueur de la coupe d'Europe des vainqueurs de coupe en 2011 et 2012

compétitions nationales
- championne de Hongrie (NB I.) en 2005, 2006 et 2015
- championne du Danemark en 2009

### Sélection nationale
Jeux olympiques
- 4e aux Jeux olympiques de 2008[2]

Championnat du monde
- médaille de bronze au championnat du monde 2005,  Russie

Championnat d'Europe
- médaille de bronze au championnat d'Europe 2012,  Serbie

### Distinctions individuelles
- meilleure marqueuse de la Coupe d'Europe des vainqueurs de coupe 2011-2012 avec 65 buts